# Czesław Korbut
Czesław Korbut (ur. 20 stycznia 1910 w Starsielcach, zm. 3 września 1993 w Victoria) – podpułkownik dyplomowany nawigator, oficer Wojska Polskiego, Polskich Sił Powietrznych, dowódca dywizjonu 304, kawaler Virtuti Militari.

## Życiorys
Syn Franciszka i Franciszki z domu Kłosowska. W 1928 r. ukończył gimnazjum w Białymstoku i zgłosił się do służby wojskowej. Zdał egzaminy wstępne i został skierowany do nauki w Szkole Podchorążych Lotnictwa. Naukę ukończył z dwunastą lokatą i specjalnością obserwatora, otrzymał przydział do 4. pułku lotniczego. W 1934 r. otrzymuje awans na stopień porucznika. W 1937 r. został przeniesiony na stanowisko wykładowcy bombardowania w Centrum Wyszkolenia Oficerów Lotnictwa, a po jego reorganizacji w Centrum Wyszkolenia Nr 1. W 1939 r. został awansowany do stopnia kapitana.
Po wybuchu II wojny światowej nie wziął udziału w walkach, został ewakuowany do Rumunii skąd przedostał się do Francji a następnie do Wielkiej Brytanii. W Polskich Siłach Powietrznych otrzymał numer służbowy RAF 76760. Został skierowany do Air Navigation School, którą ukończył w 1941 r. i otrzymał przydział do dywizjonu 305. Został mianowany na stanowisko dowódcy eskadry dywizjonu 305, w tym dywizjonie odbył pełną turę lotów bojowych. W ramach wypoczynku operacyjnego trafił do 18. Operational Training Unit, a następnie pełnił funkcję oficera łącznikowego w Departamencie ds. Sprzymierzonych Sił Powietrznych Ministerstwa Lotnictwa Wielkiej Brytanii. 
Od stycznia 1943 r. powrócił do latania operacyjnego. W dywizjonie 304 11 lutego objął funkcję dowódcy eskadry A, a 19 listopada został mianowany dowódcą dywizjonu 304. W tym okresie dywizjon pełnił służbę w ramach Costal Command i zajmował się zwalczaniem U-bootów. Stanowisko dowódcy dywizjonu zdał 10 kwietnia 1944 r.
Został skierowany do Wyższej Szkoły Wojennej, po jej ukończeniu w 1945 r. objął obowiązki zastępcy szefa Sztabu Polskich Sił Powietrznych i szefa Wydziału Wyszkolenia. Po zakończeniu działań wojennych i demobilizacji nie zdecydował się na powrót do Polski, wyemigrował do Kanady. Zmarł 3 września 1993 r., został pochowany na cmentarzu Royal Oak Burial Park.

## Ordery i odznaczenia
Za swą służbę otrzymał odznaczenia:
- Srebrny Krzyż Virtuti Militari nr 9298,
- Krzyż Walecznych – czterokrotnie,
- Medal Lotniczy – czterokrotnie.